# Holly (Adelsgeschlecht)

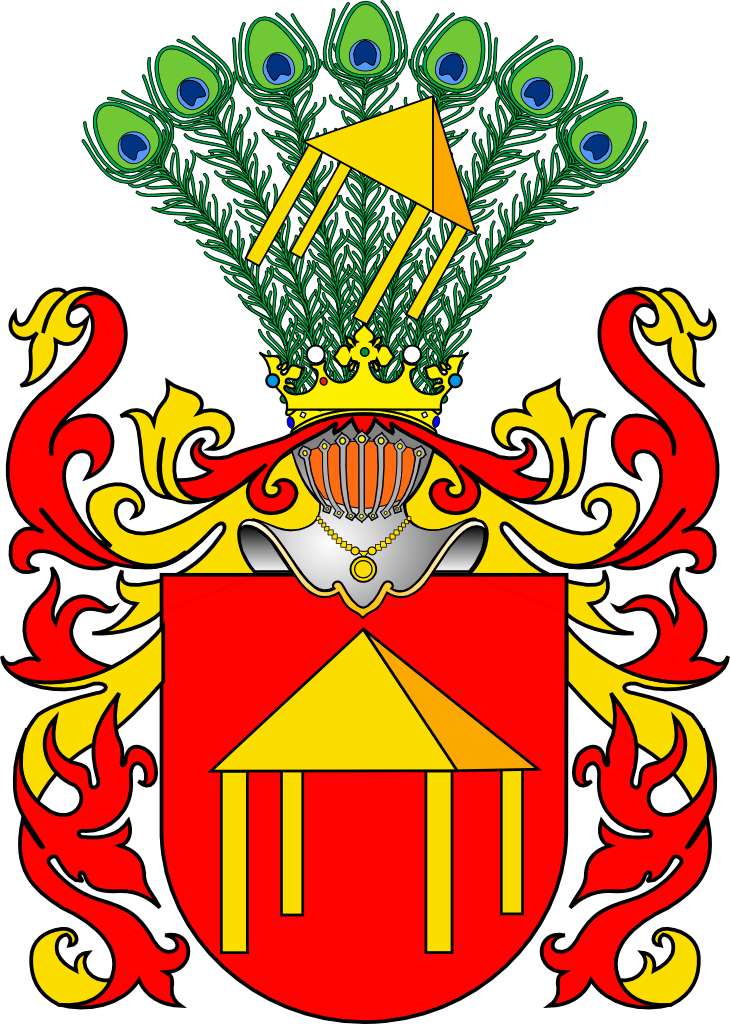
Stammwappen der Holly (Holy)

Holly, auch Holy, ist der Name eines alten oberschlesischen Adelsgeschlechts polnischen Ursprungs mit böhmischem Adelsstand (1593). Aufgrund der königlich-preußischen Erlaubnis (Allerhöchste Kabinettsorder vom 18. Oktober 1836) wurde der Namenszusatz „und Ponientzietz“ dem Adelsprädikat „von Holly“ hinzugefügt. Deshalb auch der Name von Holly und Ponientzietz, auch oft von Holly-Ponientzietz bzw. Holly-Poniencziecz geschrieben.

## Geschichte

### Herkunft
Das Geschlecht Leszczyc (auch Brog genannt), dessen Wappen die Holly führen, gehört zu den aller ältesten Polens, urkundlich mit Derslaus 1020 erstmals erwähnt.
Mit Nikolaus Holy, der vor 1439 die letzte Erbherrin Offka von Ponientzietz heiratete, beginnt die Stammreihe. Herzog Wenzel von Troppau und Ratibor bestätigt in einer Urkunde die Übergabe des Dorfes und des Gutes Ponientzütz (1936–1945 Rittersdorf genannt) am Freitag nach dem Dreikönigstag 1439 an Nikolaus Holy.
Adelsprobe
Konrad Fürst von Schlesien, Herzog von Öls und Kosel, bestätigt in Anwesenheit der Herzöge Ernst und Przemek von Troppau und vielen teilweise sehr hochgestellten adeligen Verwandten am 2. Juni 1439 dem Nikolaus Holy von Ponientzitz, dass er von adeligen Ahnen abstammt. Sein gemaltes Wappen (nach dem Vater) ist die Schildfigur Brog (Leszczyc), (nach Vatersmutter) Toczincze, (nach der Mutter) Leliwa, (nach der Muttersmutter) Korczak.

### Ausbreitung
Nikolaus Holy erwirbt 1451 zusätzlich das Gut Slawikau. Er tritt noch um 1464 als Hauptmann und Rat der verwitweten Herzogin Margarethe von Ratibor auf. Sein Sohn Johann (Jan) Holy erwirbt vor 1480 das Gut Pilchowitz (bei Gleiwitz) und bekleidet bereits 1486 am Hofe des Herzogs Johann von Troppau und Ratibor das Amt des Hofmarschalls und erscheint nach dessen Tod als Vertreter der zum Teil noch unmündigen Kinder des Fürsten. Im Jahre 1494 bekommt er einen herzoglichen Brief über ein Freihaus in der Stadt Ratibor. Nach seinem Tod wurden die Holyschen Lehensgüter genannt: Ponientzitz, Blascheowitz, Glinice, Slawikau und Brzesnitz.
Die Nachkommen von Jan Holy treten als Stifter des Dominikanerinnenklosters in Ratibor auf. Mitglieder der Familie waren noch bis ins 18. Jahrhundert Mitglieder in der schon 1343 gegründeten Liebfrauengilde zur Verehrung der Allerseligsten Jungfrau Maria in Ratibor. Zdislaw Holy erscheint im 16. Jahrhundert als Burggraf von Ratibor unter Herzog Johann von Oppeln. Ab dem 16. Jahrhundert teilen sich die Familie in mehrere Stämme auf:
- im Fürstentum Oppeln
- Rachowitz und Alt-Dubensko
- auf Belk im Kreise Rybnik und
- Laskowitz im Kreise Rosenberg

und erweitern den Grundbesitz erheblich.
Im 17./18. Jahrhundert bilden sich die schlesisch-anhaltische, die schlesisch-braunschweigisch-russische, die pommersche und die schlesisch-polnische Linie heraus.

### Standeserhebungen
Seit der Adelsprobe im Herzogtum Öls in Schlesien zählt die Familie auch zum deutschen Adel, da die förmliche Anerkennung durch einen Fürsten des Heiligen Römischen Reiches erfolgte.
Georg Holy v. Pometic wird 1593 in einem böhmischen Adelsverzeichnis genannt.
Johann Joseph Maximilian aus dem Hause Alt-Dubensko auf Gut Nieder-Märzdorf, Kr. Grottau, Feldmarschalleutnant der österreichischen Armee, Hofkriegsrat und 1744 Inhaber des vorher gräfl. Khevenhüllerschen Dragoner Regts. Nr. 5 führte unbeanstandet den Titel Freiherr Holly von Ponientzietz (Josef Baron Holly auf Merzdorf). Der Familienzweig führte den Titel nach dessen Tod unangefochten weiter.

## Wappen

### Stammwappen

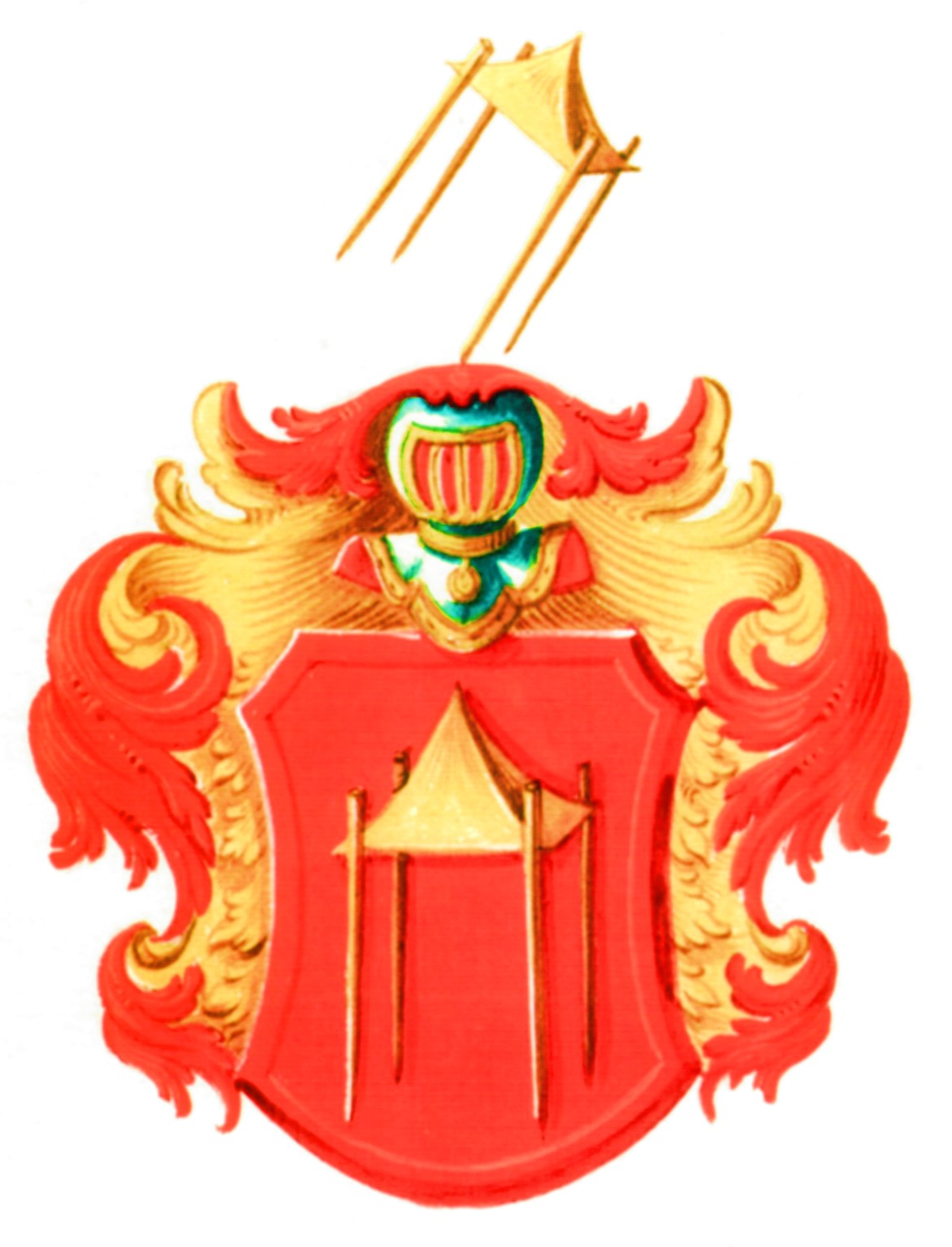
Variante des Wappens

Der polnische Adel ist in erster Linie ein Blutadel. In Polen gibt es 21 große Stammgeschlechter. Alle Familien in diesen Geschlechtern sind miteinander verwandt oder sind adoptiert worden. Das Geschlecht verbindet die Führung eines gemeinsamen Wappens (herb).
Das Stammwappen (Wappengemeinschaft Leszczyc) zeigt in Rot ein auf vier silbernen Pfählen ruhendes, nach oben zugespitztes vierseitiges goldenes Strohdach, auf dem Helm mit rot-goldenen Decken das Strohdach schrägrechts gestellt.

### Wappensage
Die Leszczyc führen ihre Herkunft auf die sagenhafte Gestalt „Lech“, dem Begründer Polens, zurück.
Eine Variante der Sage lautet:
„Der Ursprung des Hauses Leszczyc knüpft sich an die Gründung des polnischen Reiches selbst: darauf weist schon der ursprüngliche Familienname Leszczyc hin, welcher im slavischen Dialect Sohn oder Abkömmling des Lech bedeutet, wie namentlich Parisius behauptet hat.“
Lech hätte, als er die Stadt Gnesen erbauen ließ, sich bis zur Vollendung der Stadt mit seinem Stamm unter Strohdächern aufgehalten, bis alle eine feste Behausung gehabt haben. Zur ewigen Erinnerung daran, führen die Leszczyc dieses Strohdach (Brog) im Wappen.
Geschichtlicher Hintergrund
Lech, ein sclavonischer Prinz, soll im 6. Jahrhundert in das Gebiet der Polanen gekommen sein. Dort war er Herr der Provinz Posen geworden und hat die Stadt Gnesen gegründet. Als Andenken an diesen Lech nannte man Polen auch lange Lachia.